# Corning, Missouri
Corning är en by (village) i Holt County i delstaten Missouri, USA. 2010 hade Corning 15 invånare.